# Eesti Kergejõustikuliit
Eesti Kergejõustikuliit (EKJL) - estońska narodowa federacja lekkoatletyczna, z siedzibą w Tallinnie, założona 20 stycznia 1920 roku. Federacja od 1928 roku jest członkiem IAAF. Należy również do EA. 
Prezesem od 2013 roku jest Erich Teigamägi.